# Ladislav Švehla (politik)
Ladislav Švehla (* 30. ledna 1934) byl český a československý politik Komunistické strany Československa a poslanec Sněmovny lidu Federálního shromáždění za normalizace.

## Biografie
K roku 1976 se profesně uvádí jako předseda JZD. Do federálního parlamentu usedl roku 1975 po doplňovací volbě poté, co zemřel poslanec Eduard Diviš. Mandát obhájil ve volbách roku 1976, kdy usedl do Sněmovny lidu (volební obvod č. 37 - Písek, Jihočeský kraj), a ve volbách roku 1981 (obvod Písek). Ve Federálním shromáždění setrval do konce funkčního období, tedy do voleb roku 1986.